# Sweet Caroline (Prison Break)
| "Sweet Caroline"          | "Sweet Caroline"         |
| ------------------------- | ------------------------ |
| Capítulo #                | Temporada 2, Capítulo 19 |
| Guion                     | Karyn Usher              |
| Director                  | Dwight Little            |
| Emisión en Estados Unidos | 5 de marzo de 2007       |
| Cronología                |                          |
| Capítulo anterior         | Wash                     |
| Capítulo siguiente        | Panama                   |

"Sweet Caroline" (o Dulce Caroline en español) es el decimonoveno capítulo de la segunda temporada de la serie de televisión Prison Break. Escrito por Karyn Usher y dirigido por Dwight Little, fue emitido por primera vez el 5 de marzo de 2007, a través de la cadena FOX, en los Estados Unidos.

## Resumen
C-Note (Rockmond Dunbar) intenta suicidarse con una horca que le envió Mahone (William Fichtner), pero los guardias de seguridad se dan cuenta a tiempo y lo salvan. Luego llama por teléfono a Mahone, pero contesta el Agente Wheeler (Jason Davis). C-Note le dice que le dará a Mahone si le devuelven su libertad.
En Chicago, Caroline Reynolds (Patricia Wettig), la presidenta de los Estados Unidos, llega a un mitin donde la espera una multitud de personas a las afueras de un hotel. Kellerman (Paul Adelstein) está en uno de los edificios cercanos apuntándola con un rifle.
Michael (Wentworth Miller), Lincoln (Dominic Purcell) y Sara (Sarah Wayne Callies) terminan su reunión con Cooper Green (Kevin Dunn), un viejo amigo de Aldo Burrows. Lincoln le dice a Michael que va a contactar con un viejo amigo que los puede ayudar a salir del país. Michael dice que se va a arriesgar y va a obligar a Reynolds que les conceda el perdón presidencial a él y a Lincoln.
Mahone llega al hotel, pero Michael y Lincoln ya se han ido. Sara, que aun permanece allí, siente un ruido, y se esconde debajo de la cama. Cuando Sara procura irse Mahone le apunta con el arma y le exige saber dónde está Michael. Sara niega saber donde está, pero Mahone está seguro de que Sara es cómplice.
En el Aeropuerto Internacional de la Ciudad de México, T-Bag (Robert Knepper) espera por el equipaje, el bolso con los 5 millones. T-Bag de repente ve a Bellick (Wade Williams), se aleja y va en busca del bolso detrás de la sala de espera. Uno de los encargados del equipaje (Jimmy Gonzales) lo sigue e intenta detenerlo, pero T-Bag escapa.
En un astillero, Lincoln contacta con un viejo amigo, que le debe un favor y la de tres boletos en un carguero hasta Panamá. Mientras, en el mitin, Michael se arriesga, Reynolds saluda de cerca a todas las personas en la multitud, y cuando le da la mano a Michael, él le entrega una nota en la mano, diciendo "tenemos la cinta", ante lo cual Reynolds se asusta. Los guardias de seguridad de la presidenta lo llevan hasta una cocina dentro del hotel. Bill Kim (Reggie Lee) llega y les ordena a todos sus hombres confiscar todas las cámaras en el área. Kim procura interrogar a Michael.
Mientras en un pueblo mexicano, Sucre (Amaury Nolasco) y Maricruz (Camille Guaty) ven en las noticias que las autoridades presumen haber visto a Theodore Bagwell en el aeropuerto. Sucre dice que T-Bag debe haber dejado el bolso en el aeropuerto y que lo va a recuperar. 
Mahone sigue teniendo a Sara en custodia en el hotel, en espera de los hermanos. Mahone toma una de las drogas que le sirven como calmantes, Sara le dice que la Benzodiazepina es una droga dañina, que se está autodestruyendo y que necesita ayuda. Discuten unos momentos, cuando el teléfono de Sara suena. Sara aprovecha la oportunidad y le quita el arma a Mahone, recupera el teléfono y sale de la habitación. Mahone llama a Lang (Barbara Eve Harris) para que siga a Sara.
Michael es golpeado por Kim, cuando llega la presidenta Reynolds y le ordena a Kim que se retire. Michael le dice a Reynolds que matarlo en ese instante no les servirá de nada, pues tienen veinte copias de la cinta en distintos lugares. Michael le dice a Reynolds que revelarán la cinta a menos que se les conceda el perdón presidencial públicamente a él y Lincoln, Michael permite que ella hable con Lincoln, quien coloca la cinta por teléfono para que Reynolds escuche su contenido.
La cinta contiene una conversación telefónica entre Reynolds y Terrence Steadman (Jeff Perry), en la cual se revela el plan de hacer creer que Lincoln fue el asesino de Steadman. Reynolds, asustada, le pregunta a Michael cómo fue la muerte de su hermano y él le explica todo lo que sucedió.
Reynolds le ordena a Kim que liberen a Michael, recordándole que ella es la comandante en jefe. Dejan a Michael irse, él espera en una esquina cercana a Sara y le cuenta por teléfono que el plan del perdón ha sido exitoso. Michael le cuenta a Lincoln que ha salido bien el plan y que Reynolds les concederá el perdón presidencial. Ambos están viendo televisión, esperando por la conferencia presidencial.
Reynolds se prepara para dar su discurso, pero Kim la detiene y la obliga a no decir nada, pues La Compañía también sabe su secreto. Reynolds se siente presionada y les dice a los medios que tiene un anuncio importante que hacer. Ella les dice que se la ha diagnosticado un cáncer y que por ello renuncia a la Presidencia de los Estados Unidos. Los hermanos ven por televisión y Michael dice que si ella no es la presidenta no pueden hacer nada, que lo único que pueden hacer es huir para siempre.

## Audiencia
Este capítulo recibió una audiencia de 9.73 millones de televidentes en Estados Unidos, con un 6% de índice de audiencia de la casa y un 9% de la parte de la casa, este capítulo aumentó la audiencia con respecto al anterior con 0.34 millones más en recepción.
- Datos: Q3221048